# Dulag (Leyte)
Dulag ist eine philippinische Stadtgemeinde in der Provinz Leyte. 
Dulag ist einer der größten Küstenorte an der Ostküste der Insel Leyte. Er liegt am Golf von Leyte am Pazifischen Ozean.
Die Stadtgemeinde Dulag grenzt an Tolosa im Norden, an Mayorga im Süden und Julita im Westen. Zwei Flüsse fließen durch Dulag, der Daguitan im Süden und der Kalbasag im Norden.

## Baranggays
Dulag ist politisch in 45 Baranggays unterteilt.
| - Alegre - Arado - Bulod - Batug - Bolongtohan - Cabacungan - Cabarasan - Cabato-an - Calipayan - Calubian - Camitoc - Camote - Dacay - Del Carmen - Del Pilar | - Fatima - General Roxas - Luan - Magsaysay - Maricum - Barbo (Pob.) - Buntay (Pob.) - Cambula District (Pob.) - Candao (Pob.) - Catmonan (Pob.) - Combis (Pob.) - Highway (Pob.) - Market Site (Pob.) - San Miguel (Pob.) - Serrano (Pob.) | - Sungi (Pob.) - Rawis - Rizal - Romualdez - Sabang Daguitan - Salvacion - San Agustin - San Antonio - San Isidro - San Jose - San Rafael - San Vicente - Tabu - Tigbao - Victory |